# Colin McDonald
Colin Agnew McDonald (Bury, 15 de outubro de 1930) é um ex-futebolista inglês que atuava como goleiro.

## Carreira
Colin McDonald fez parte do elenco da Seleção Inglesa que disputou a Copa do Mundo de 1958 e 1962.